# Lilium akkusianum
Lilium akkusianum é uma espécie de planta com flor, pertencente à família Liliaceae. A planta é nativa da Turquia.